# Поділ (частина міста)
Поді́л — у Київській Русі передмістя, торговельно-реміснича частина міст.
Поділ отримав свою назву, через те, що розташовувався нижче від міста-фортеці, збудованої, як правило, на горі.
Подоли виникали в динамічно зростаючих давньоруських містах внаслідок суспільного поділу праці, що призвело до відокремлення ремесла від землеробства, відтак концентрації торговців і ремісників у містах.
Спочатку поділ вважався не містом, а передмістям і був неукріплений. Майже цілком поділ складався з будинків, майстерень і торговельних яток ремісників, які були дерев'яними. У час нападів на місто, найбільше потерпали саме поділ та його мешканці — зазвичай ворог підпалював ремісниче передмістя, і його нищила пожежа.
З кінця ХІІ—ХІІІ століття у Північно-Східній Русі (Новгородське і Псковське князівства), а пізніше і у Московській державі за «подолом» закріплюється назва посад.
Слово поділ збереглося у топонімах деяких українських міст — назві придніпровського району столичного Києва Поділ, історичній назві приворсклянської частини міста Полтави Поділ.

### Галерея сучасного подолу в Києві

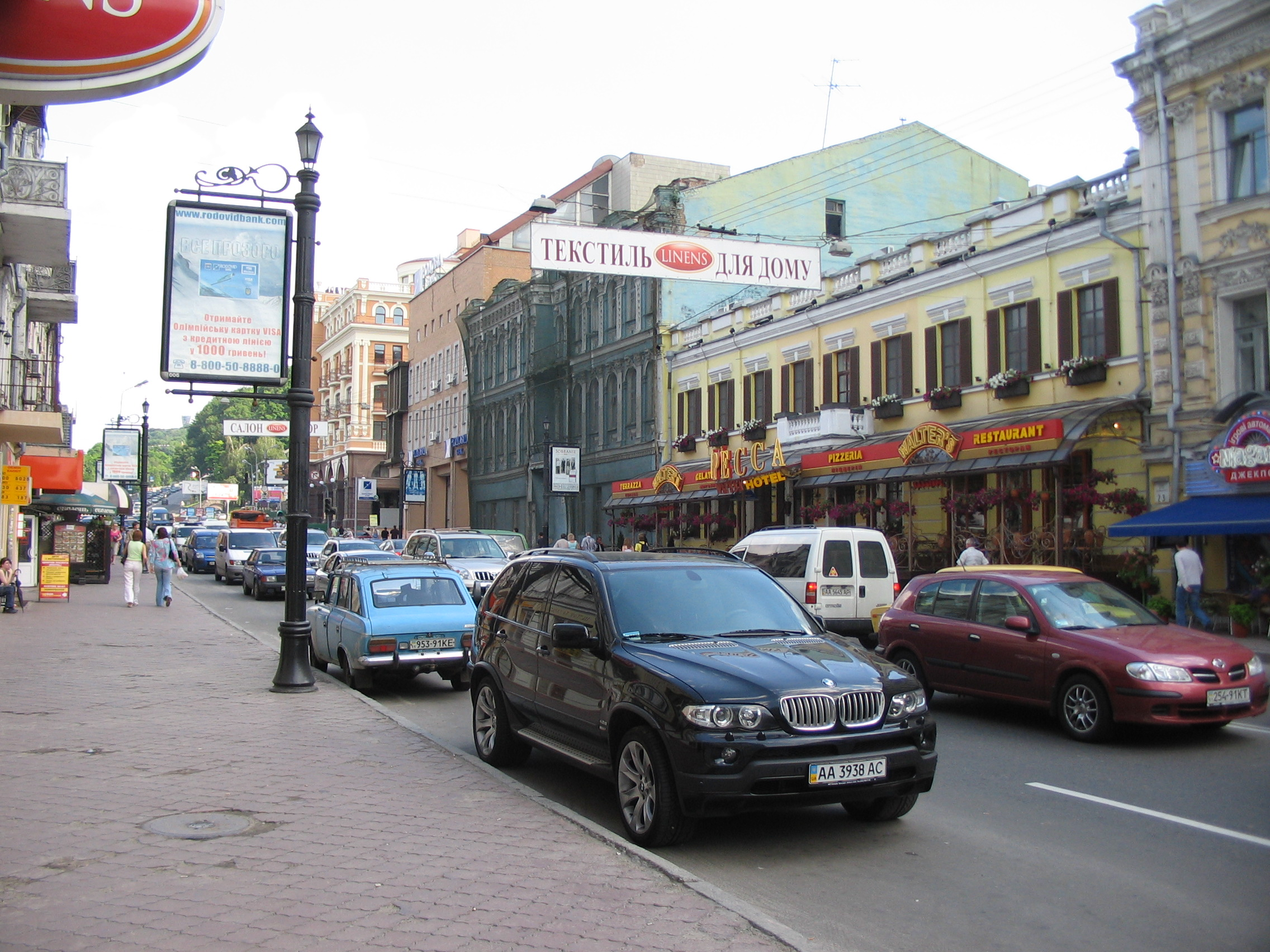
Вулиця Сагайдачного
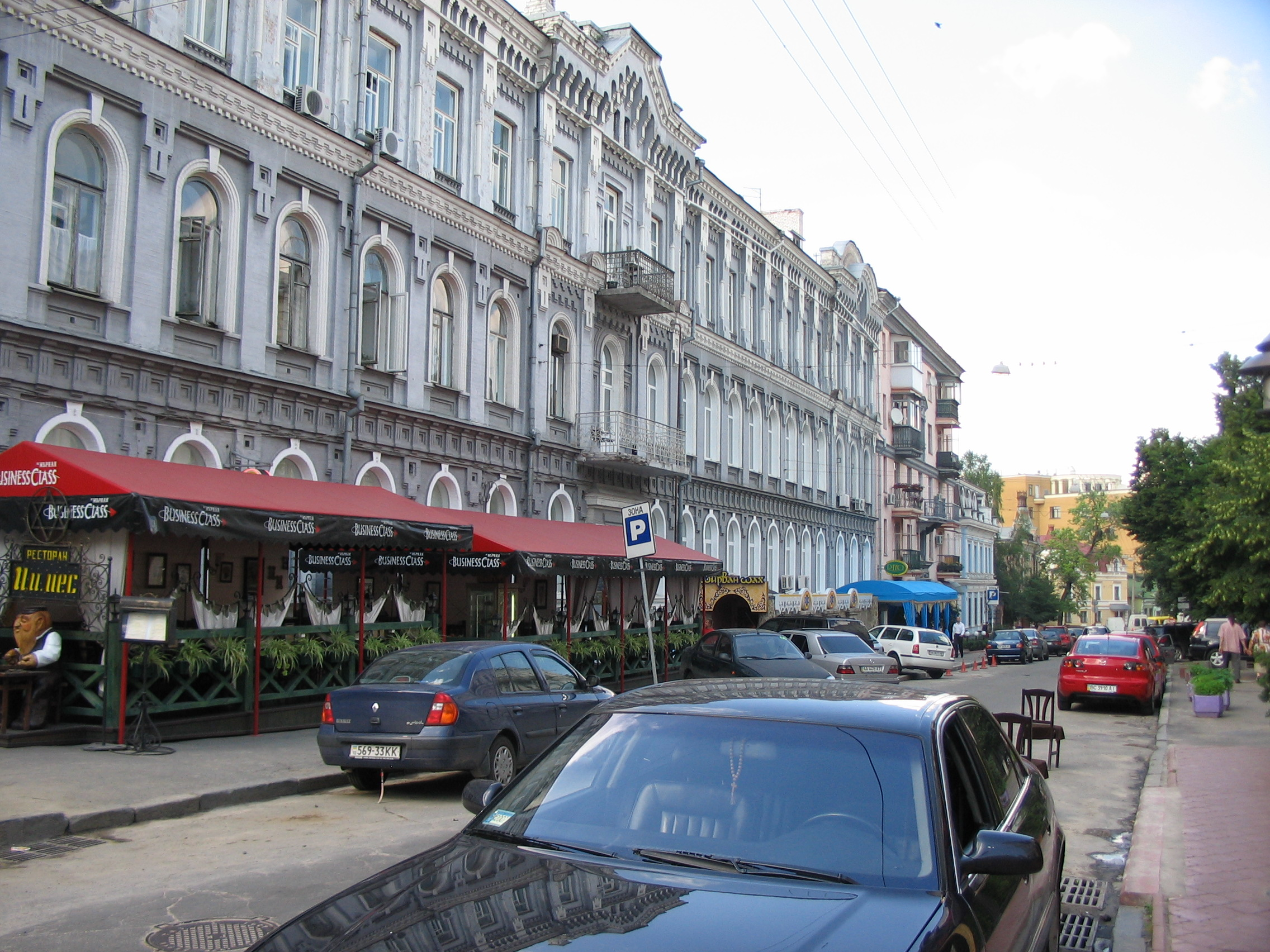
Будинки на Подолі
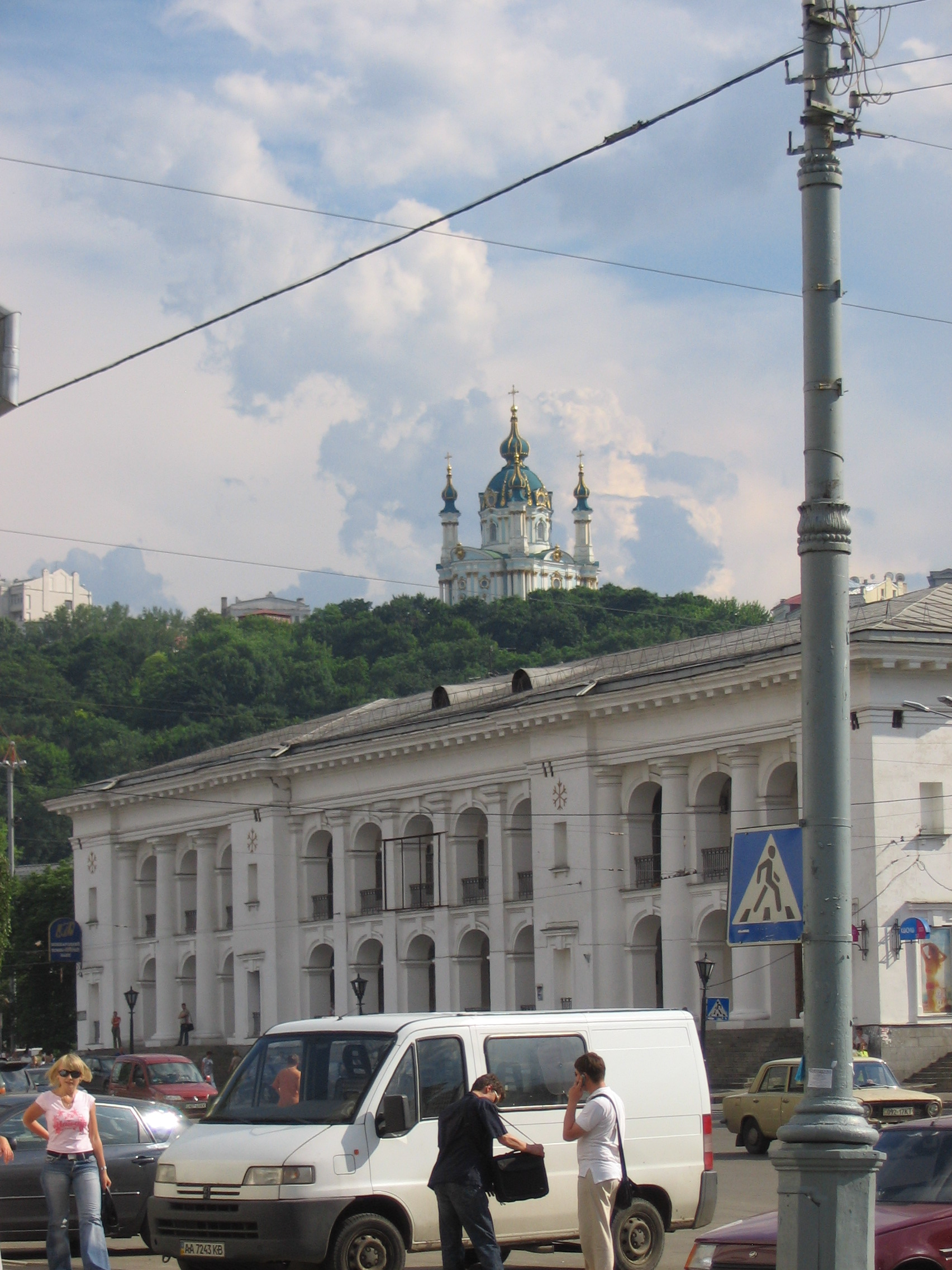
Вид на Подолі
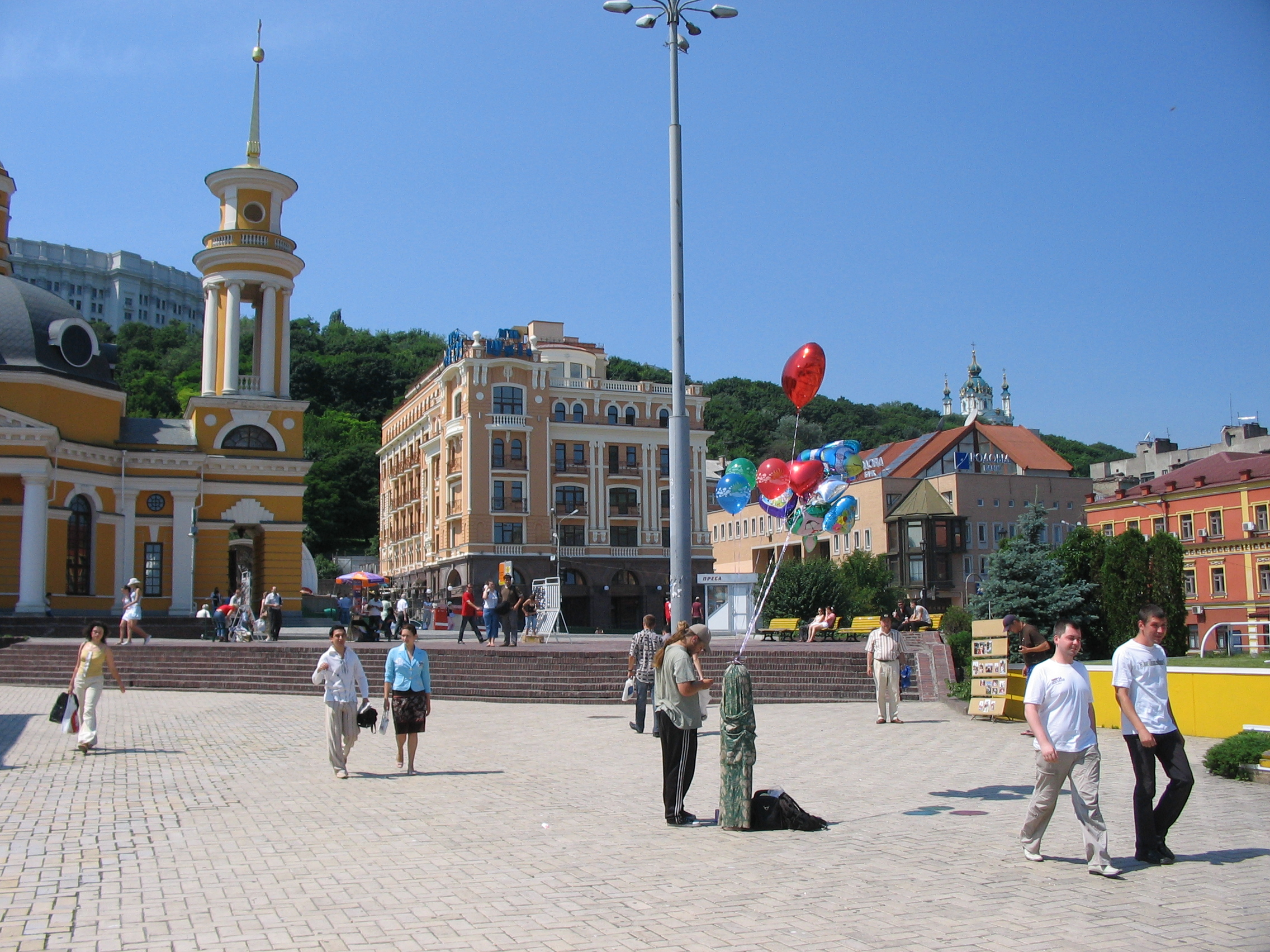
Літо. Поділ.
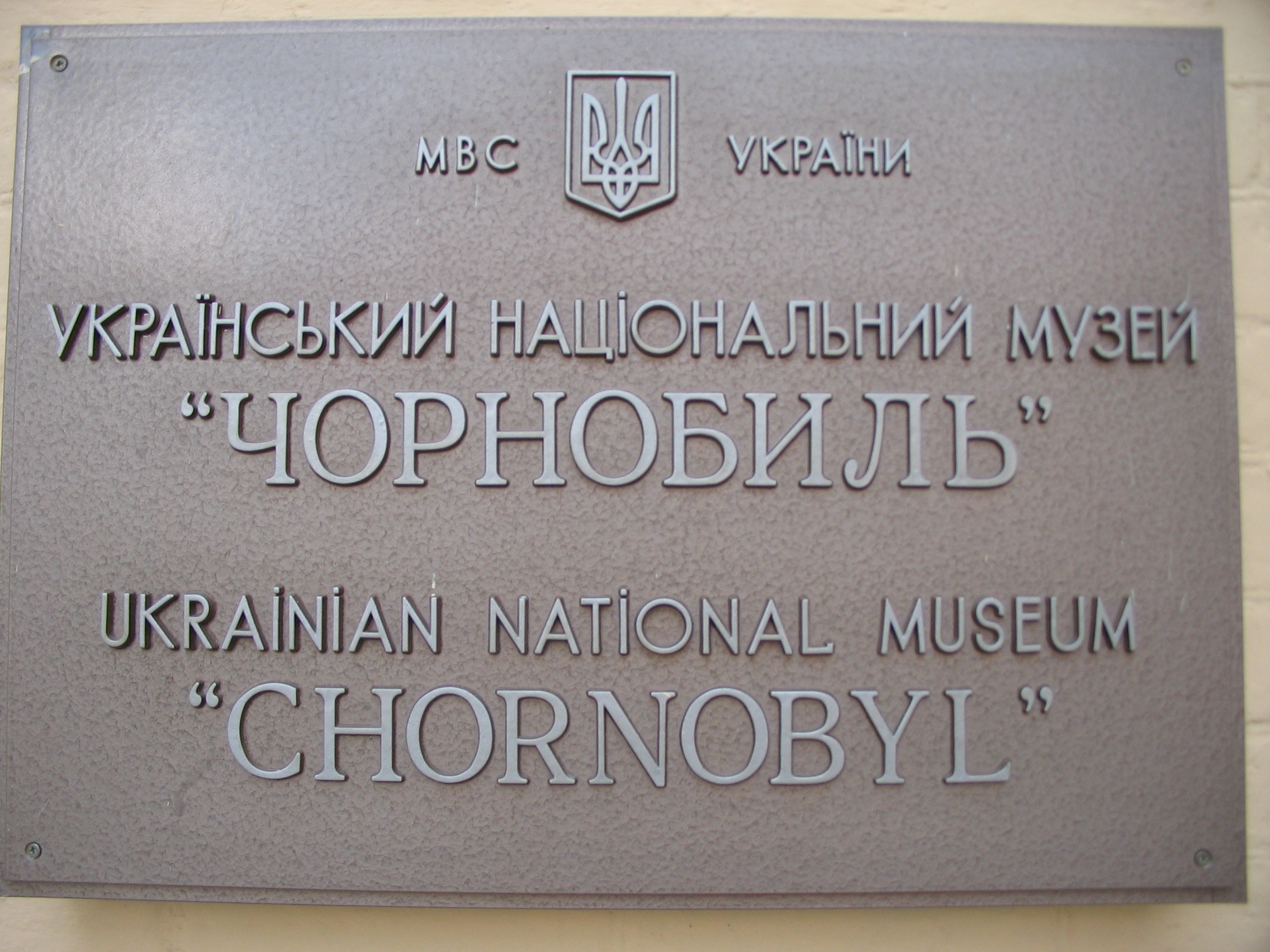
Музей Чорнобиля на Подолі.
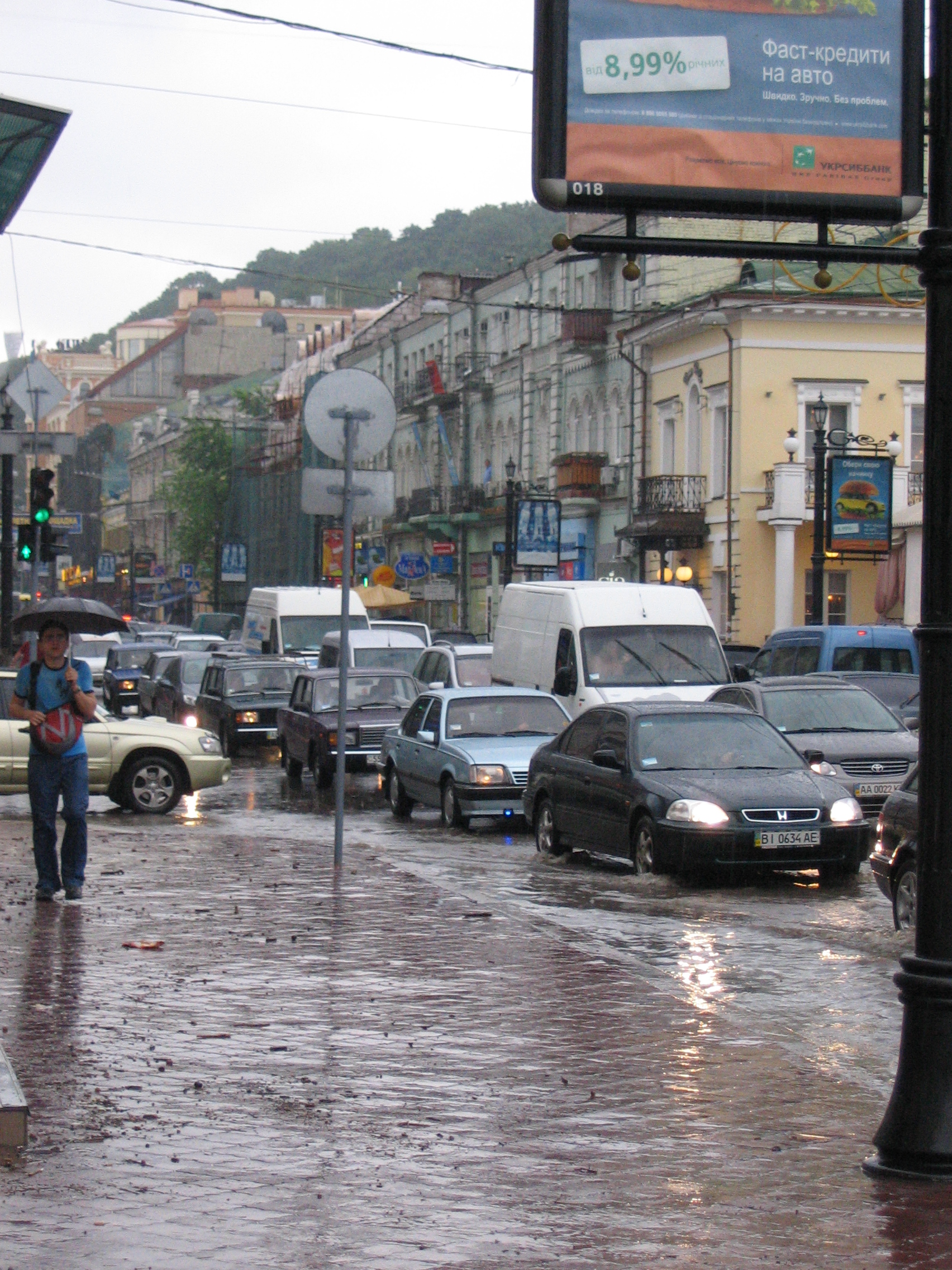
Повіддя на Подолі
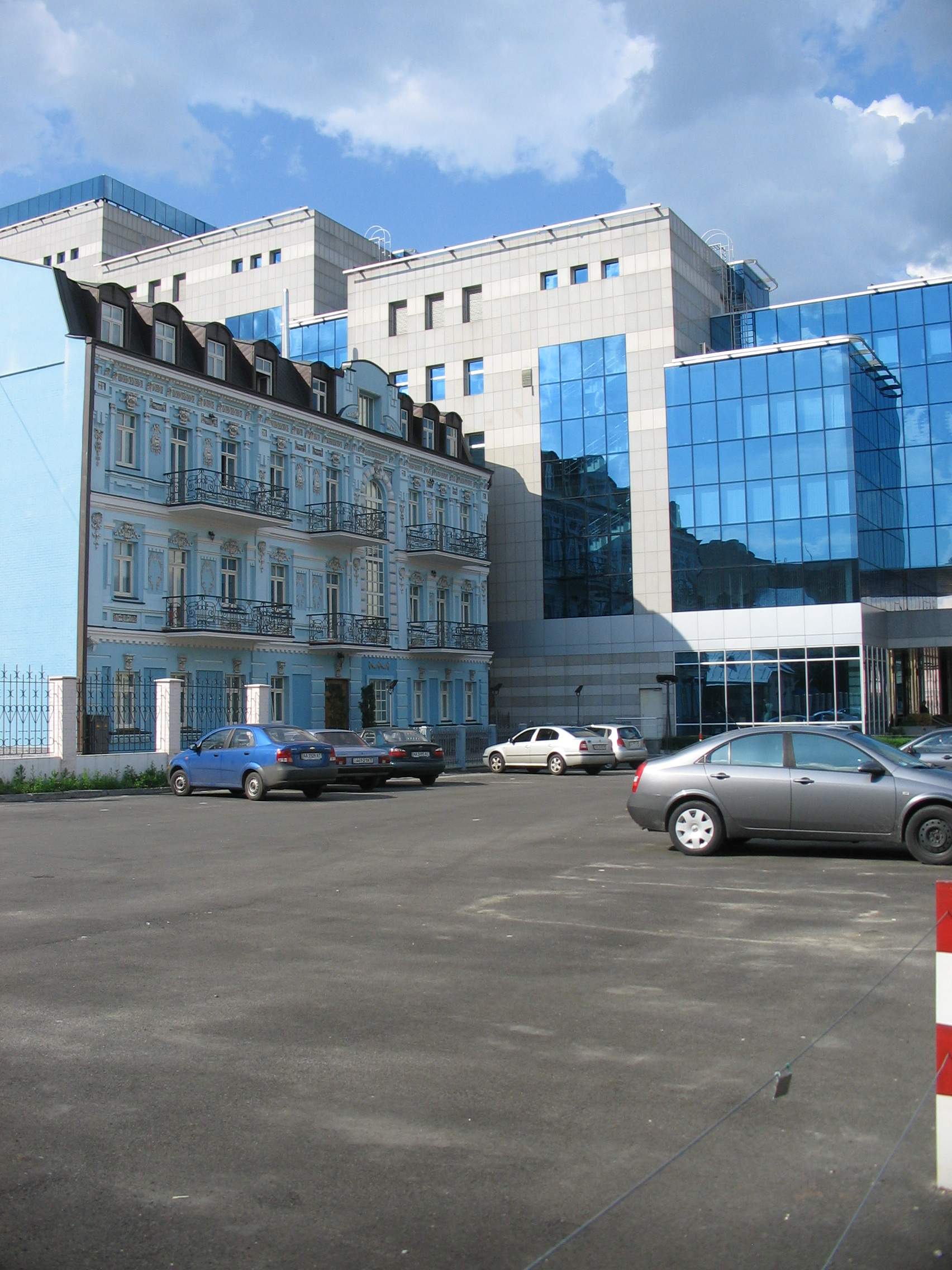
Контраст

## Джерело
- Українська радянська енциклопедія : у 12 т. / гол. ред. М. П. Бажан ; редкол.: О. К. Антонов та ін. — 2-ге вид. — К. : Головна редакція УРЕ, 1974–1985., Том 9, К., 1983, стор. 25